# ドリームプロデューサー
『ドリームプロデューサー』は、ディー・エヌ・エー、同社が運営する携帯サイト「Mobage」（旧称・モバゲータウン）にて2011年9月まで配信していた携帯育成シミュレーションゲーム。開発はCyberX。
2011年10月13日より、mixiのアプリで復活している。
また、2013年1月30日現在において、スマートフォン対応アプリとしても復活しており、イベントも開催されている。

## 概要
ドリームプロデューサーは、街中の女性をスカウトして、レッスンをしてアイドルなど芸能界で活躍する人物にするという育成シミュレーションゲームである。スカウトする場所は基本的に『大阪』・『秋葉原』・『横浜』・『渋谷・原宿』の4ヶ所だが、フェス開催時期に期間限定でスカウトする場所が増えることもある。
キャラクターの絵は渡まかなが担当している。

## 過去に登場した有名人
- 南明奈
- スフィア
- 優木まおみ
- 松井絵里奈
- 松嶋初音

## 関連作品
- アイドルレボリューション - 姉妹品。アイドル育成カードゲーム。GREEにて提供された。現在は終了している。